# Bronisława Rotsztatówna
Bronisława Rotsztat vel Rothstadt, Bronisława Rotsztat-Srebnogórowa (ur. 29 grudnia 1906 w Łodzi, zm. 26 lutego 1949 tamże) – polska skrzypaczka pochodzenia żydowskiego, koncertmistrz skrzypek Łódzkiej Orkiestry Symfonicznej, więźniarka getta łódzkiego oraz obozów koncentracyjnych Auschwitz-Birkenau i Bergen-Belsen.

## Rodzina
Urodzona w Łodzi i mieszkanka tego miasta. Ojciec – Abram (1881–1942), kupiec. Matka – Ewa (1885–1944), ze Strykowskich. Rodzeństwo: siostra Fryda (1908–1932) i brat Nikodem vel Nikolas (1917–1945). W 1943 wyszła za mąż za Józefa Srebrnogórę, podówczas członka policji gettowej (Ordnungdienst; OD), co poniekąd zabezpieczało jej byt i życie w getcie.

## Życiorys
Naukę gry na skrzypcach rozpoczęła w wieku dziecięco-młodzieżowym. Kontynuowała ją w łódzkim Konserwatorium Muzycznym Heleny Kijeńskiej-Dobkiewiczowej, podówczas najlepszej szkole muzycznej w Łodzi, przy ob. ul. R. Traugutta 9. Następnie kształciła się prywatnie u prof. Gustawa Baumagartena w Łodzi. Studiowała również na przełomie lat 20. i 30. XX w. w Berlinie u prof. Carla Flescha.
Jej pierwszy poważny występ publiczny miał miejsce prawdopodobnie w marcu 1921 w Łodzi, z Łódzką Orkiestrą Symfoniczną na koncercie poświęconym twórczości Zygmunta Noskowskiego i Mieczysława  Karłowicza. Z czasem – w okresie międzywojennym – została solistką Łódzkiej Orkiestry Symfonicznej. Samodzielne koncerty dawała najczęściej z towarzyszeniem Teodora Rydera (1881–1944), dyrygenta i pianisty Łódzkiej Orkiestry Symfonicznej, wykładowcy w szkole muzycznej H. Kijeńskiej-Dobkiewiczowej. Udzielała też lekcji gry na skrzypcach. W 1935 wzięła, ale bez punktowanego miejsca, udział w I Międzynarodowym Konkursie Skrzypcowym im. Henryka Wieniawskiego (II miejsce zajął w nim Dawid Ojstrach).
W maju 1940 znalazła się wraz z rodziną w łódzkim getcie. Tu rodzina Rotsztatów zamieszkała najpierw przy ul. Franciszkańskiej 109 (budynek mocno przebudowany zachował się), potem Franciszkańskiej 129 (budynek nie zachował się), w końcu przy ul. B. Limanowskiego 26 (kamienica zachowała się). W getcie kontynuowała działalność koncertową na miarę ówczesnych możliwości, szczególnie po otwarciu gettowego Domu Kultury 1 marca 1941, przy ul. Krawieckiej 3/5. Należała do ulubionych artystek getta. Występowała zarówno z repertuarem poważnym, jak i w popularnym. Jej działalność artystyczna, wraz z innymi artystami getta, miała ogromne znaczenie psychologiczne dla więźniów getta, pozwalając im choć na chwilę zapomnieć o trudach życia codziennego. W koncertach dalej najczęściej towarzyszył jej pianista Tadeusz Ryder – w getcie twórca gettowej Orkiestry Symfonicznej. Występowała też z tą Orkiestrą pod dyrekcją Dawida Bajgelmana (1887–1944).
Po tak zwanej wielkiej szperze (wrzesień 1942), kiedy z getta wywieziono i zgładzono w Kulmhof am Nehr (Chełmno n. Nerem) wszystkie dzieci, osoby chore i starsze, getto zostało przekształcone w obóz pracy: likwidacji uległy wszelkie instytucje nie służące produkcji, m.in. Orkiestra Symfoniczna i Dom Kultury. Rotsztatówna została, wraz z innymi muzykami, zmuszona do pracy fizycznej. Tym niemniej grupa muzyków dawała półoficjalnie i okazjonalnie koncerty, ale tylko po godzinach pracy. Koncerty te zakończyły się z końcem stycznia 1944 r., kiedy Niemcy nakazali oddanie wszystkich instrumentów, które znajdowały się w getcie. Nie wiadomo gdzie trafiły skrzypce Rotsztatówny. Podczas likwidacji getta (w sierpniu 1944) została wywieziona wraz z matką i bratem do KL Auschwitz jednym z ostatnich transportów, gdzie szczęśliwie ocalała podczas selekcji (brak jest informacji o losach jej męża). Stąd wywieziona została do KL Bergen-Belsen, w którym przebywała do wyzwolenia.
Do Łodzi powróciła około kwietnia 1945 r. i w tym samym miesiącu zagrała z reaktywowaną miejską orkiestrą symfoniczną, z którą koncertowała do śmierci. Z dniem 15 września 1945 r. formalnie została zaangażowana „na członka orkiestry filharmonicznej w charakterze skrzypka-koncertmistrza”. Pozostała w jej składzie do śmierci.
Zmarła „po długich i ciężkich cierpieniach” związanych z przeżyciami obozowymi. Pochowana została 1 marca 1949 roku na łódzkim cmentarzu żydowskim przy ul. Brackiej, strona lewa, kwatera A.
W przeddzień 110. urodzin Bronisławy Rotsztatówny w łódzkim Parku Ocalałych zostało posadzone drzewo jej pamięci.